# Santi patroni cattolici dei comuni del Molise
Lista di santi patroni cattolici dei comuni del Molise:

## Provincia di Campobasso
- Campobasso: san Giorgio (23 aprile).

- Acquaviva Collecroce: San Michele Arcangelo (29 settembre)
- Baranello: San Michele (8 maggio)
- Bojano: San Bartolomeo (25 agosto)
- Bonefro: San Nicola (9 maggio)
- Busso: san Lorenzo martire (10 agosto).
- Campochiaro: San Marco (25 aprile)
- Campodipietra: San Michele arcangelo (29 settembre)
- Campolieto: San Michele arcangelo (29 settembre)
- Campomarino: Santa Cristina (24 luglio)
- Casacalenda: Sant'Onofrio (12 giugno)
- Casalciprano: San Cristanziano (13 maggio)
- Castelbottaccio: sant'Ottone Frangipane (31 luglio).
- Castellino del Biferno: San Pietro in Vincoli (1º agosto)
- Castelmauro: San Leonardo (6 novembre)
- Castropignano: San Pietro (29 aprile)
- Cercemaggiore: San Vincenzo martire (11 settembre)
- Cercepiccola: San Donato (7 agosto)
- Civitacampomarano: San Liberatore (13 maggio)
- Colle d'Anchise: San Sisto (6 agosto)
- Colletorto: San Giovanni Battista (29 agosto)
- Duronia: San Rocco
- Ferrazzano: Sant'Antonio di Padova (13 giugno)
- Fossalto: San Nicola (9 maggio)
- Gambatesa: San Bartolomeo (24 agosto)
- Gildone: San Sabino
- Guardialfiera: San Gaudenzio
- Guardiaregia: San Nicola (9 maggio)
- Guglionesi: Sant'Adamo (3 giugno)
- Jelsi: sant'Andrea e sant'Anna.
- Larino: san Pardo, san Primiano, san Firmiano, san Casto.
- Limosano: San Ludovico (19 agosto)
- Lucito: San Nicola
- Lupara: San Nicola di Mira (6 dicembre)
- Macchia Valfortore: San Nicola di Mira
- Mafalda: San Valentino (17 settembre)
- Matrice: Sant'Urbano
- Mirabello Sannitico: San Giorgio (23 aprile)
- Molise: Sant'Onorato (5 luglio)
- Monacilioni: San Rocco (16 agosto)
- Montagano: Sant'Alessandro (10 luglio)
- Montecilfone: San Giorgio (23 aprile)
- Montefalcone nel Sannio: Sant'Antonio di Padova
- Montelongo: San Rocco
- Montemitro: Santa Lucia
- Montenero di Bisaccia: San Matteo apostolo (21 settembre)
- Montorio nei Frentani: Santi Costanzo e Antonio
- Morrone del Sannio: San Modesto (2 ottobre)
- Oratino: San Bonifacio
- Palata: san Rocco.
- Petacciato: San Rocco
- Petrella Tifernina: San Giorgio
- Pietracatella: San Donato (7 agosto)
- Pietracupa: San Gregorio papa (19 agosto)
- Portocannone: Madonna di Costantinopoli (Martedì di Pentecoste)
- Provvidenti: San Nicola
- Riccia: Sant'Agostino e Madonna del Carmine (29 agosto)
- Ripabottoni
- Ripalimosani: San Michele (29 settembre)
- Roccavivara: Sant'Emidio (5 agosto)
- Rotello: San Donato (7 agosto)
- Salcito: San Basilio Magno (14 giugno)
- San Biase: San Biagio (3 febbraio)
- San Felice del Molise: San Felice papa
- San Giacomo degli Schiavoni: San Giacomo Maggiore (9 agosto)
- San Giovanni in Galdo: San Giovanni Battista (9 agosto)
- San Giuliano del Sannio: San Nicola (9 maggio)
- San Giuliano di Puglia: San Giuliano (21 maggio)
- San Martino in Pensilis: San Leo (2 maggio)
- San Massimo: San Massimo (15 febbraio)
- San Polo Matese: San Nicola (6 dicembre)
- Sant'Angelo Limosano: San Pietro Celestino (19 maggio)
- Sant'Elia a Pianisi: Sant'Elia (20 luglio)
- Santa Croce di Magliano: Sant'Antonio (13 giugno)
- Sepino: Santa Cristina (8 gennaio)
- Spinete: San Giovanni (24 luglio)
- Tavenna: San Giorgio (23 aprile)
- Termoli: san Basso e san Timoteo.
- Torella del Sannio: San Clemente martire (15 ottobre)
- Toro: San Mercurio (26 agosto)
- Trivento: Santi Nazario, Celso e Vittore (26 luglio)
- Tufara: San Giovanni eremita (28 agosto)
- Ururi: Santo Legno della Croce di Cristo (3 maggio)
- Vinchiaturo: San Bernardino di Siena (20 maggio)

## Provincia di Isernia
- Isernia: san Pietro da Morrone (Celestino V).

- Acquaviva d'Isernia: sant'Anastasio martire
- Agnone: San Cristanziano (13 maggio)
- Bagnoli del Trigno: San Vitale (20 agosto)
- Belmonte del Sannio: Sant'Anacleto (13 luglio)
- Cantalupo nel Sannio
- Capracotta: San Sebastiano (20 gennaio)
- Carovilli: Santo Stefano del Lupo (19 luglio)
- Carpinone: San Giuseppe (19 marzo)
- Castel San Vincenzo: San Martino (11 novembre)
- Castel del Giudice: San Nicola (6 dicembre)
- Castelpetroso: San Martino (11 novembre)
- Castelpizzuto: Sant'Agata (5 febbraio)
- Castelverrino: San Vincenzo martire
- Cerro al Volturno: Sant'Emidio (8 settembre)
- Chiauci: san Giorgio
- Civitanova del Sannio: San Bernardino (20 maggio)
- Colli a Volturno: San Leonardo di Limoges
- Conca Casale: Sant'Antonio (13 giugno)
- Filignano: Natività della Vergine Maria (8 settembre)
- Forlì del Sannio: San Biagio (3 febbraio)
- Fornelli: Santi Pietro e Domenico (29 aprile-22 gennaio)
- Frosolone: Sant'Egidio (1º settembre)
- Longano: Sant'Antonio di Padova (13 giugno)
- Macchia d'Isernia: San Nicola (9 maggio)
- Macchiagodena: San Nicola di Bari (6 dicembre)
- Miranda: Sant'Antonio (13 giugno)
- Montaquila: San Rocco (16 agosto)
- Montenero Val Cocchiara: San Clemente papa (metà agosto)
- Monteroduni: San Michele arcangelo (29 settembre)
- Pesche: San Michele arcangelo
- Pescolanciano: Sant'Anna (26 luglio)
- Pescopennataro: San Rocco (16 agosto)
- Pettoranello del Molise: San Sebastiano (20 gennaio)
- Pietrabbondante: San Vincenzo Ferrer (5 agosto)
- Pizzone
- Poggio Sannita: San Prospero (21 agosto)
- Pozzilli: sant'Anna
- Rionero Sannitico
- Roccamandolfi: San Giacomo martire (25 luglio)
- Roccasicura: Sant'Antonio (13 luglio)
- Rocchetta a Volturno: San Vincenzo (21 agosto)
- San Pietro Avellana: Santi Pietro e Paolo (21 giugno)
- Sant'Agapito: Sant'Agapito (18 agosto)
- Sant'Angelo del Pesco: San Michele (29 settembre)
- Sant'Elena Sannita: san Michele arcangelo
- Santa Maria del Molise: Santi Filippo e Giacomo (1º agosto)
- Scapoli: San Giorgio (23 aprile)
- Sessano del Molise: San Donato (7 agosto)
- Sesto Campano: sant'Eustachio
- Vastogirardi: San Nicola (3 luglio)
- Venafro: santi Nicandro, Marciano e Daria martiri[1].